# Zrąbień świerkowy
Zrąbień świerkowy (Chrysobothris chrysostigma) – gatunek chrząszcza z rodziny bogatkowatych i podrodziny Buprestinae. Zamieszkuje Europę, palearktyczną Azję i Afrykę Północną. Zasiedla lasy iglaste. Jest saproksylobiontem. Larwy przechodzą rozwój pod korą świerków, a rzadziej innych sosnowatych.

## Taksonomia
Gatunek ten opisany został po raz pierwszy w 1758 roku przez Karola Linneusza na łamach dziesiątego wydania Systema Naturae pod nazwą Buprestis chrysostigma. W 1829 roku umieszczony został w rodzaju Chrysobothris przez Johanna Friedricha von Eschscholtza. W 1838 roku John Obadiah Westwood wyznaczył go gatunkiem typowym tegoż rodzaju.
W obrębie tego gatunku wyróżnia się cztery podgatunki:
- Chrysobothris chrysostigma chrysostigma (Linnaeus, 1758)
- Chrysobothris chrysostigma kerremansi Abeille de Perrin, 1894
- Chrysobothris chrysostigma pekinensis Théry, 1940
- Chrysobothris chrysostigma yezostigma Kurosawa, 1963

## Morfologia

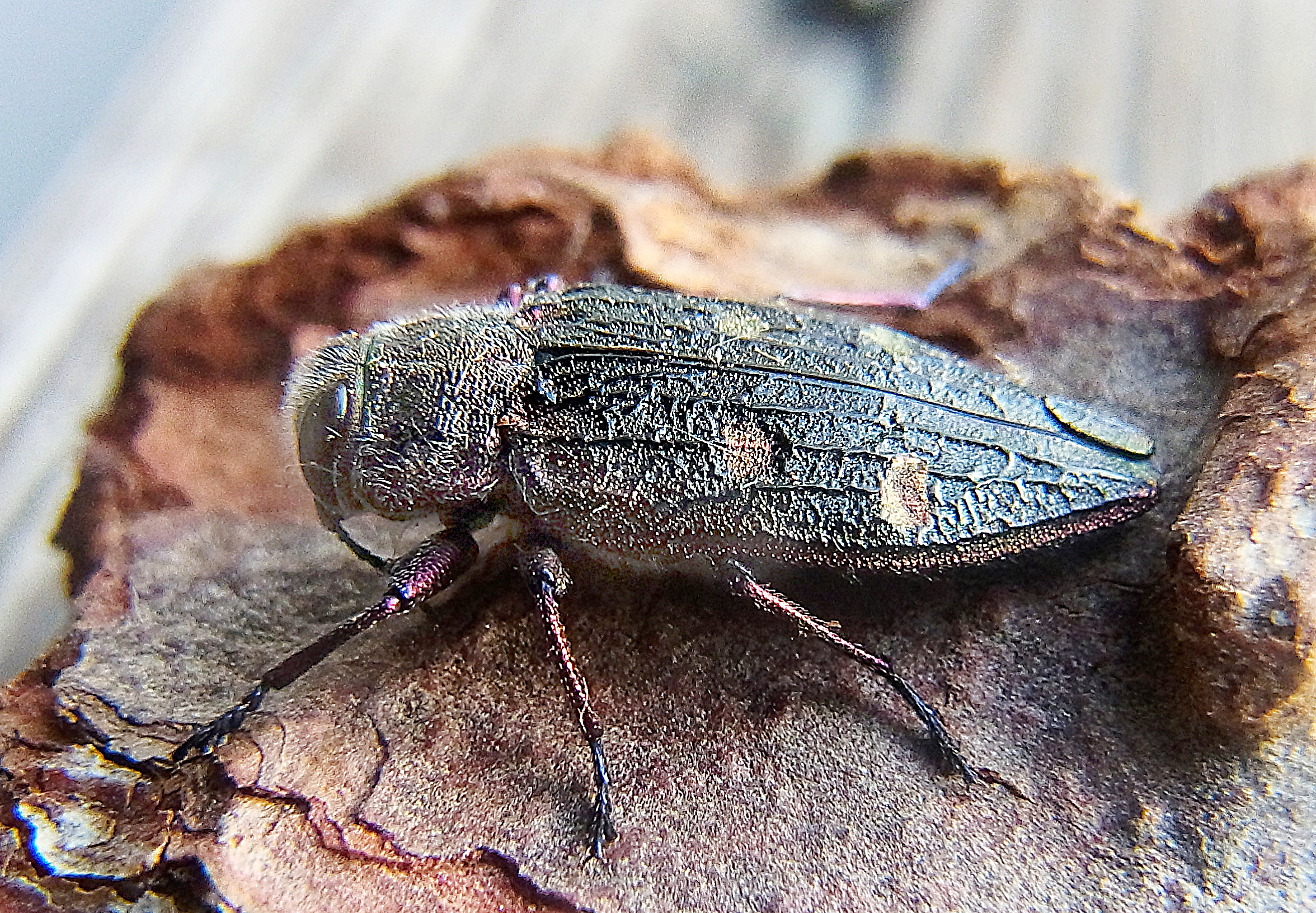
Imago, widok z boku

Chrząszcz o ciele długości od 11 do 16 mm, około 2,5 raza dłuższym niż szerokim. Głowa jest krótka, miedzista, zaopatrzona w duże oczy sięgające ku tyłowi przedniej krawędzi przedplecza. Panewki czułkowe są ząbkowane, umieszczone blisko siebie, przed oczami. Czułki są lekko zakrzywione i mają wydłużone człony pierwszy i trzeci. Przedplecze jest w zarysie mniej więcej prostokątne, silnie poprzeczne, niemal dwukrotnie szersze niż dłuższe, o zaokrąglonych kątach przednich i prawie prostych kątach tylnych. Powierzchnia przedplecza jest pomarszczona, punktowana, ubarwiona miedziano. Pokrywy w zarysie mają zaokrąglone barki, potem boki równoległe, a dalej prosto zbieżne ku wspólnie zaokrąglonym wierzchołkom. Ubarwienie pokryw jest czarniawe z brązowym lub ciemnomiedzianym połyskiem, złocistymi lub purpurowymi krawędziami oraz z trzema parami dołków barwy złocistej, czerwonozłotej lub zielonkawej. Na powierzchni pokryw występują silnie wyniesione żeberka podłużne, biegnące przez całą ich długość. Przestrzenie między żeberkami są nieregularnie urzeźbione i pomarszczone. Spód ciała jest metalicznie zielony pośrodku oraz czerwonomiedzisty, purpurowy lub niebieskawy po bokach. Przedpiersie wypuszcza wyrostek międzybiodrowy z trzema ząbkami, z których boczne są znacznie dłuższe niż środkowy. Odnóża ubarwione są metalicznie purpurowo lub złociście. Odwłok ma ostatni segment na szczycie u samicy prosto ścięty, a u samca wycięty.

## Ekologia i występowanie

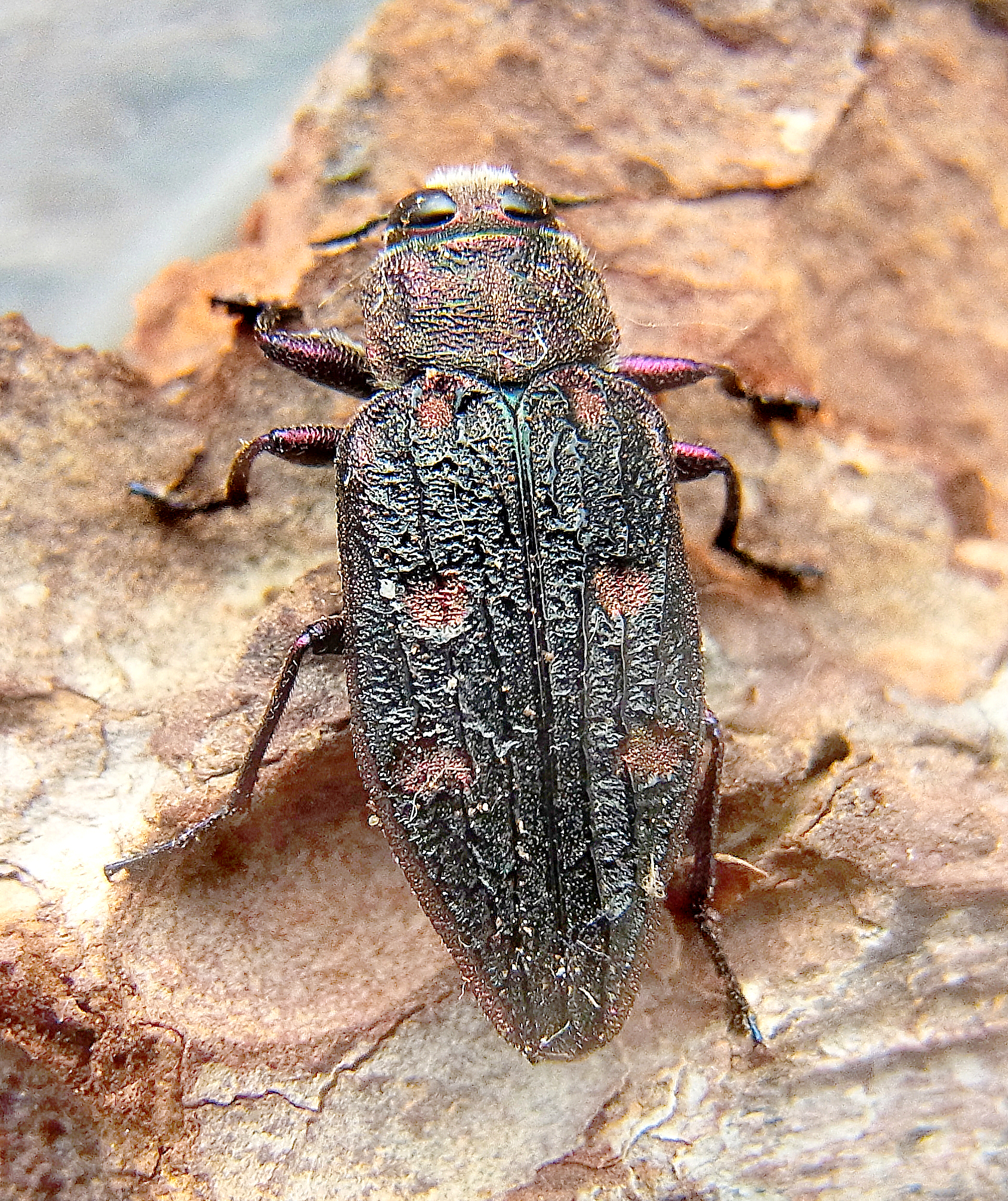
Imago na materiale lęgowym

Owad borealno-górski, związany z lasami iglastymi. Gatunek saproksyliczny (saproksylobiont), zaliczany do reliktów lasów pierwotnych, ograniczony do stanowisk z ciągłością obecności grubowymiarowego martwego drewna od czasów przedhistorycznych. Jest oligofagiem sosnowatych, żerującym na świerkach, a rzadziej sosnach, jodłach i modrzewiach, przy czym w Europie Środkowej rośliną żywicielską w zdecydowanej większości przypadków jest świerk pospolity. Samica składa jaja w obumierających lub świeżo obumarłych drzewach, w tym konarach, kłodach, pniach i pniakach, wybierając materiał lęgowy na stanowiskach nasłonecznionych. Kambiofagiczne larwy żerują pod korą, w warstwie łyka. Ich rozwój zajmuje dwa lata. Przepoczwarczenie ma miejsce w płytkiej warstwie bielu. Osobniki dorosłe obserwuje się od czerwca do września. Są bardzo ruchliwe i mogą latać na długie dystanse. Często widywane są na materiale lęgowym.
Gatunek palearktyczny. Podgatunek nominatywny w Europie znany jest z Wielkiej Brytanii, Francji, Niemiec, Szwajcarii, Austrii, Włoch, Danii, Szwecji, Norwegii, Finlandii, Estonii, Łotwy, Litwy, Polski, Czech, Słowacji, Węgier, Białorusi, Ukrainy, Mołdawii, Rumunii, Bułgarii, Słowenii, Chorwacji, Bośni i Hercegowiny, Czarnogóry, Serbii, Albanii, Macedonii Północnej, Grecji oraz europejskich części Rosji i Turcji. Poza nią notowany jest z Afryki Północnej, Cypru, anatolijskiej części Turcji, Gruzji, Armenii, Kazachstanu, Kirgistanu, Kaszmiru i syberyjskiej części Rosji. Na północ dociera daleko poza koło podbiegunowe, a na wschód do Bajkału. Na „Czerwonej liście gatunków zagrożonych Republiki Czeskiej” umieszczony jest jako gatunek krytycznie zagrożony wymarciem (CR).
Pozostałe podgatunki występują na wschodzie Azji. C. c. kerremansi podawany jest ze wschodniej Syberii, dalekowschodniej części Rosji, Mongolii, Korei Północnej, Korei Południowej oraz zachodnich, środkowych i środkowo-wschodnich Chin. C. c. pekinensis jest endemitem Chin, ograniczonym do północnej i środkowej części kraju. Z kolei C. c. yezostigma to endemit Japonii.